# Часка, Агостино
Агостино Часка (итал. Agostino Ciasca; 7 мая 1835, Полиньяно-а-Маре, королевство Обеих Сицилий — 6 февраля 1902, Рим, королевство Италия) — итальянский куриальный кардинал, августинец. Титулярный архиепископ Лариссы с 1 июня 1891 по 22 июня 1899. Секретарь по восточным делам Священной Конгрегации Пропаганды Веры с 19 июля 1891 по 19 сентября 1892. Про-секретарь Священной Конгрегации Пропаганды Веры с 19 сентября 1892 по 4 июля 1893. Секретарь Священной Конгрегации Пропаганды Веры с 4 июля 1893 по 6 февраля 1902. Кардинал-священник с 19 июня 1899, с титулом церкви Сан-Каллисто с 22 июня 1899.